# Inna Hryshchun
Inna Volodymyrivna Hryshchun –en ucraniano, Інна Володимирівна Грищун– (Jmelnytsky, 29 de septiembre de 1994) es una deportista ucraniana que compite en piragüismo en la modalidad de aguas tranquilas.
Ganó dos medallas en el Campeonato Europeo de Piragüismo, plata en 2015 y bronce en 2017, ambas en la prueba de K4 500 m.

## Palmarés internacional
| Campeonato Europeo | Campeonato Europeo       | Campeonato Europeo | Campeonato Europeo |
| Año                | Lugar                    | Medalla            | Competición        |
| ------------------ | ------------------------ | ------------------ | ------------------ |
| 2015               | Račice (República Checa) | Medalla de plata   | K4 500 m           |
| 2017               | Plovdiv (Bulgaria)       | Medalla de bronce  | K4 500 m           |